# Antonella Marquis
Antonella Marquis (7 maggio 1978) è un'ex sciatrice alpina italiana.

## Biografia
Originaria di Breuil-Cervinia, la Marquis esordì in Coppa Europa il 20 dicembre 1995 ad Altenmarkt-Zauchensee in discesa libera (19ª); nella stagione successiva ai Mondiali juniores di Schladming 1997 vinse la medaglia di bronzo nello slalom gigante e il 6 e il 10 gennaio 1998 disputò le sue uniche gare in Coppa del Mondo, i due slalom giganti di Bormio, senza portarle a termine. In Coppa Europa ottenne il miglior piazzamento il 21 febbraio 1998 ad Abetone in slalom gigante (4ª) e prese per l'ultima volta il via il 12 marzo successivo a Nevis Range nella medesima specialità (21ª); si ritirò al termine della stagione 2000-2001 e la sua ultima gara fu il supergigante dei Campionati italiani 2001, disputato il 24 marzo a Ponte di Legno e chiuso dalla Marquis al 12º posto. Non prese parte a rassegne olimpiche o iridate.

## Palmarès

### Mondiali juniores
- 1 medaglia:
  - 1 bronzo (slalom gigante a Schladming 1997)

### Coppa Europa
- Miglior piazzamento in classifica generale: 9ª nel 1998